# Valentina Calestru
Valentina Calestru (n. 26 decembrie 1952, Criuleni sau Onițcani) este o cântăreață de operă (soprană) moldoveancă, Artistă Emerită a Republicii Moldova din 1993.
A studiat la Institutul de Arte G. Musicescu din Chișinău (actuala Academie de Muzică, Teatru și Arte Plastice) în anul 1974, după care se transferă la Conservatorul A. Nejdanova din Odesa⁠(uk)[traduceți] (1978–1981), în clasa lui G. A. Polivanova (canto).
Din 1980, este solistă la Opera Națională din Chișinău, debutând în Cavaleria rusticana (Pietro Mascagni) în rolul Santuzza. Repertoriul său mai include:
- Forța destinului (Leonora), Trubadurul, Nabucco (Abigaille), Don Carlos, Bal mascat (Amelia), Aida (Aida) de Giuseppe Verdi
- Evgheni Oneghin de Piotr Ilici Ceaikovski
- Alexandru Lăpușneanu de Gheorghe Mustea
- Norma de Vincenzo Bellini
- Tosca (Tosca), Turandot (Turandot) de Giacomo Puccini
- Adriana Lecouvreur (Adriana) de Francesco Cilea

Valentina Calestru a colaborat cu dirijorii Victor Dumănescu, Andre Neve, Alexandru Samoilă, Lev Gavrilov, soliștii Lucia Cicoare, Mihail Munteanu, Nicolae Covaliov, Ioan Paulencu, Vladimir Dragoș, Elena Obrazțova, pianiștii Ghita Strahilevici, Olga Silkina, Olga Iancu, Raisa Treibici etc. A întreprins turnee artistice la București, Brașov, Iași, Timișoara, Praga, Kiev, Sankt Petersburg, Odesa, Minsk, Donețk, Moscova, Geneva, Londra, Plovdiv, Bruxelles, cât și în Germania, Italia, Polonia.